# Fladstrand Kirke
Fladstrand Kirke er en kirke i den nordlige del af Frederikshavn. Den er opført i perioden 1688 – 1690, mens byen stadig hed Fladstrand og var et lille fiskerleje. Biskop Henrik Bornemann indviede kirken 22. maj 1690.
I 1749  blev østre gavl ombygget i grundmur sammen med noget af sidemuren i 1767. Den vestre gavl blev ombygget i 1773 og  fik den karakteristiske profil, der kendes i dag. Først i 1866 fik kirken sit nuværende udseende og omfang. Alt murværk var nu grundmuret, og ved ombygningen fik kirken de to udbygninger mod syd, hvor der nu er våbenhus og præsteværelse.
I begyndelsen af 1900-tallet blev kirken reduceret til et begravelseskapel og først i 1945 blev kirken atter indviet til gudstjenestebrug.
1943 fik man nye stolestader og en prædikestol. Samtidig fik kirken de to store smedejernskandelabre med bladornamenter.
Den næste større istandsættelse og ombygning fandt sted i 1967, efter at det nye Abildgård Sogn, der blev dannet i 1964, havde fået Fladstrand Kirke overladt som midlertidig sognekirke, indtil den nye Abildgård Kirke blev opført i 1969. 
I 2008 har Fladstrand Kirke renoveret med bla. ombygget kirkesal, nyt alter og alterbillede, gulv, loft og tag samt renovering af orglet. Ved  ombygningen blev orgelpulpituret og bræddevæggene fjernet. På et hævet gulv af kantstillede mursten, blev  der instaleret  et  mekanisk sløjfelade-orgel på 15 stemmer bygget hos Marcussen & Søn. hvor en del inventar fra 1800-tallet måtte vige for nye genstande, herunder et nyt alterbord, knæfald, prædikestol, bænke og altertavle. To ældre epitafier, dvs. mindetavler, er dog bevaret.
Det karakteristiske alterparti består af et alterbord i blank, sort granit samt en altertavle opbygget af tre malerier. De tre malerier af finskfødte Seppo Mattinen forestiller forskellige begivenheder knyttet til livets gang i kirken. På alle tre malerier ses Fladstrand Kirke i baggrunden. Seppo Mattinen står også bag udsmykningen på  prædikestolen.
Blandt kirkens ældste inventardele findes døbefonten, som sandsynligvis er fra kirkens opførelsestid. Den er drejet i træ, marmoreret og har form som en alterkalk.
I den vestlige udbygning blev der  flyttet nogle af de indmurede ligsten for at indrette toilet og rengøringsrum samt nyt installationsskab i forbindelse med opsætning af ny belysning i kirken. 
Epitafierne i kirken er fra omkring 1650 og 1704. Et ældre epitafium indeholder en mindeskrift over et ægtepar som døde i hhv. 1789 og 1797. Der findes endvidere flere gamle gravsten, som er indsat i kirkens mure.

## Kirkegården
Den gamle del af kirkegården Gamle ligger omkring selve Fladstrand kirke. Den nye afdeling ligger i forlængelse på nordsiden af kirken. Senere udvidede man yderligere mod sydøst, øst og nord og heraf, sydøstre - østre - nordre afdelinger.
I den nordlige ende af kirkegården findes en krigskirkegård hvor der er begravet engelske, tyske og sovjetiske militære og civile ofre fra 2. verdenskrig.
Der er en mindre afdeling med grave og en mindesten for engelske flyvere, der faldt som ofre for krigen. 
Mindestenene på den store plæne med de tyske grave tæller omkring 1500 navne på både soldater og flygtninge, der døde i egnens flygtningelejre i slutningen af og umiddelbart efter krigen. Langt den overvejende del er dog tyske soldater, der druknede, da troppetransportskibe på vej fra Frederikshavn til Norge blev minesprængt eller torpederet. De første store begravelser fandt sted allerede i efteråret 1940, da troppetransportskibet ”Pioner” blev minesprængt, og et par hundrede af ofrene drev i land på den vendsysselske østkyst.
Krigsgravene vedligeholdes af den tyske stat gennem den tyske organisation Volksbund Deutsche Kriegsgräberfürsorge
- Fladstrand Kirke 1833
- Krigsgravene
- Orgelet
- Altertavle af Seppo Mattinen
- Fladstrand kirke